# Vestfold og Telemark
Vestfold og Telemark fue un condado noruego que se creó el 1 de enero de 2020 y se disolvió el 1 de enero de 2024.
Constaba de dos regiones tradicionales distintas y separadas, los antiguos condados de Telemark y Vestfold. Los condados fueron fusionados por la fuerza por el Gobierno Solberg.
La capital era Skien, que también era la ciudad más grande del condado. Si bien Skien era la capital del municipio del condado, la sede del gobernador del condado estaba en Tønsberg. Limitaba con los condados de Viken, Vestland, Rogaland y Agder.
Telemark votó en contra de la fusión forzosa, alegando que las regiones no tienen nada en común y no constituyen una entidad geográfica, cultural, social o política natural. A pesar de ello, el Storting votó el 7 de enero de 2018 a favor de la fusión de los condados por la fuerza, y la fusión entró en vigor el 1 de enero de 2020. A diferencia de Telemark o Vestfold, no forma una región tradicional o cultural, sino que es administrativa.

## Historia
La región de Vestfold y Telemark estaba formada por los dos antiguos condados de Telemark y Vestfold, respectivamente, cuyas historias administrativas están separadas.
El condado de Telemark se creó en 1919 como continuación del antiguo Bratsberg amt, que había sido un len y amt desde la unión con Dinamarca. El Bratsberg amt y el posterior condado de Telemark están formados por varios distritos históricos que se solapan parcialmente. El nombre de Telemark no abarcaba originalmente las costas, por lo que la minoría del Storting propuso el nombre de Grenland-Telemark cuando se estableció el condado moderno.
El condado de Vestfold se creó como continuación de los antiguos condados de Jarlsberg y Larviks, creados en 1821 cuando los condados de Laurvig y Jarlsberg se disolvieron y fusionaron en un condado común.

### El proceso de fusión
La posible fusión de las comarcas se debatió durante varios años con diferentes puntos de vista. El Consejo del Condado de Telemark votó en abril de 2017 en contra de una fusión con Vestfold. El Consejo del Condado de Vestfold votó a favor de una fusión con Buskerud y Telemark, sin embargo, El Storting decidió una fusión de Telemark y Vestfold el 8 de junio de 2017, y con efecto a partir del 1 de enero de 2020.
El Consejo Lingüístico de Noruega recomendó el nombre de Telemark og Vestfold como nombre del nuevo condado. Sin embargo, el Consejo del Condado de Telemark decidió que el nombre de Telemark debía incluirse en el nuevo nombre bajo cualquier circunstancia, mientras que el Consejo del Condado de Vestfold sugirió el nombre de Vest-Viken, que fue muy criticado porque el nombre fue creado originalmente por el régimen de ocupación civil de Vidkun Quisling durante la Segunda Guerra Mundial. El nombre de Vest-Viken se utilizó cuando la administración del Reichskommissariat fusionó los condados separados de Vestfold y Buskerud en una sola unidad administrativa. Además, no fue favorecida porque Telemark se encuentra en su mayor parte fuera de la zona histórica de Viken; como mucho, la pequeña zona costera del condado puede incluirse en la periferia de Viken. Los medios de comunicación noruegos, como la emisora estatal NRK, se burlaron de la propuesta Vest-Viken por considerarla un "nombre nazi".
El 10 de noviembre de 2017, Vestfold retiró la propuesta de dicho nombre, y se hizo evidente que ambos condados apoyaban la propuesta del Consejo de la Lengua sobre Telemark y Vestfold. Finalmente, los políticos locales acordaron Vestfold og Telemark como compromiso, aunque los políticos de Telemark afirmaron que Telemark debería ser la primera parte del nombre, tanto por razones alfabéticas como por el estatus icónico del nombre de Telemark en Noruega e internacionalmente, un estatus del que carece el nombre de Vestfold. A partir de 2018 Telemark og Vestfold ya era el nombre de las ramas pertinentes de varios organismos gubernamentales, y ambas formas de nombre se utilizaban ampliamente.
Como Vestfold se fusionó forzosamente con Telemark, el municipio noruego de Svelvik decidió votar a favor de la fusión con el municipio de Drammen, lo que llevaría a Svelvik a abandonar el condado de Vestfold y a unirse al nuevo condado de Viken el 1 de enero de 2020. La votación fue favorable a la fusión con el municipio de Drammen, junto con el antiguo municipio de Nedre Eiker.

## Municipios

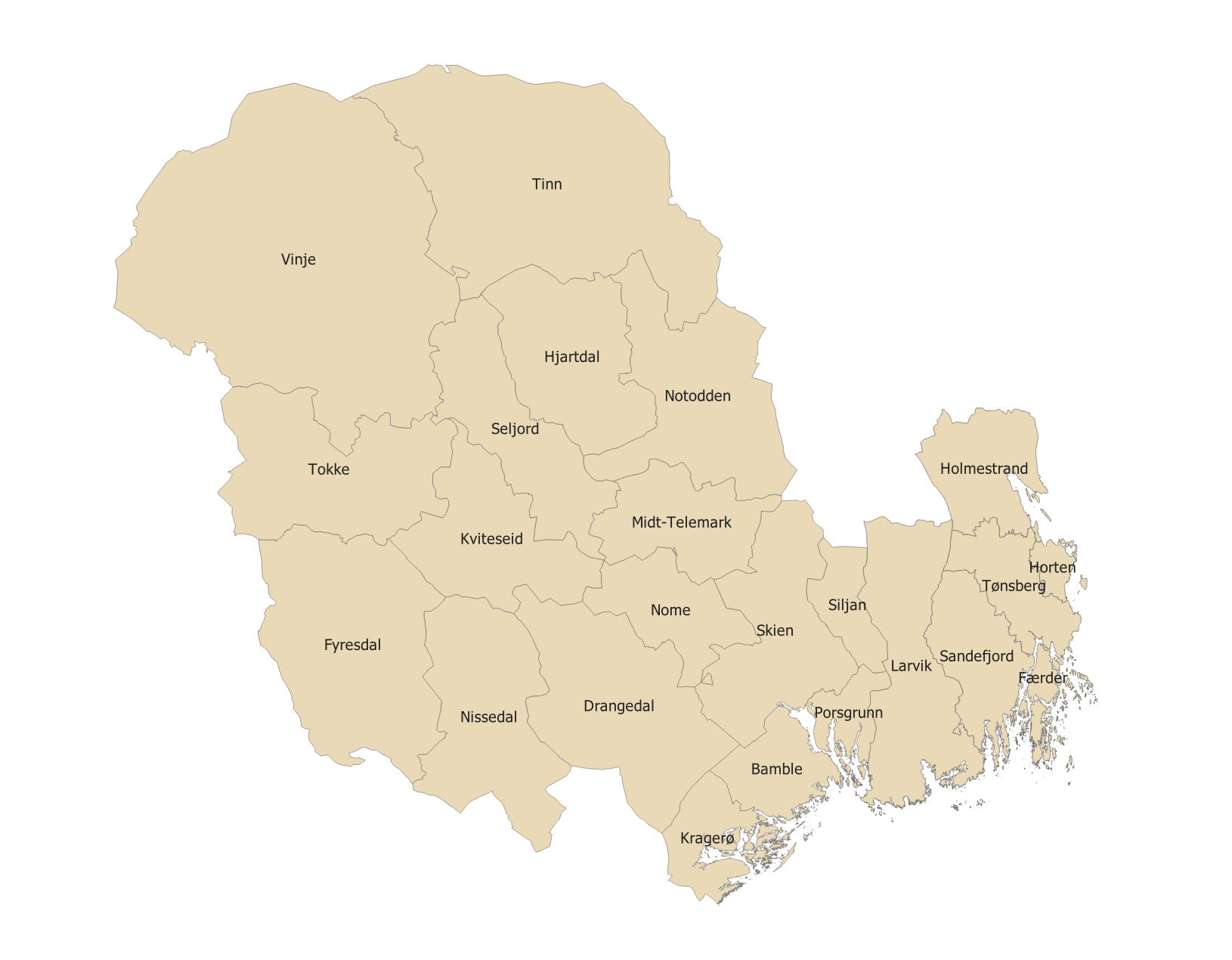
Municipios de Vestfold og Telemark desde el 1 de enero de 2020 hasta el 31 de diciembre de 2023

### Vestfold og Telemark
El condado de Vestfold og Telemark tenía un total de 23 municipios.
| N.º | Municipio N.º | Nombre        | Creado             | Antiguo municipio N.º         | Antiguo condado |
| --- | ------------- | ------------- | ------------------ | ----------------------------- | --------------- |
| 1   | 3801          | Horten        | 1 de enero de 2020 | 0701 Horten                   | Vestfold        |
| 2   | 3802          | Holmestrand   | 1 de enero de 2020 | 0715 Holmestrand Sande Hof    | Vestfold        |
| 3   | 3803          | Tønsberg      | 1 de enero de 2020 | 0704 Tønsberg 0716 Re         | Vestfold        |
| 4   | 3804          | Sandefjord    | 1 de enero de 2020 | 0710 Sandefjord Andebu Stokke | Vestfold        |
| 5   | 3805          | Larvik        | 1 de enero de 2020 | 0712 Larvik Lardal            | Vestfold        |
| 6   | 3806          | Porsgrunn     | 1 de enero de 2020 | 0805 Porsgrunn                | Telemark        |
| 7   | 3807          | Skien         | 1 de enero de 2020 | 0806 Skien                    | Telemark        |
| 8   | 3808          | Notodden      | 1 de enero de 2020 | 0807 Notodden                 | Telemark        |
| 9   | 3811          | Færder        | 2018               | Nøtterøy Tjøme                | Vestfold        |
| 10  | 3812          | Siljan        | 1 de enero de 2020 | 0811 Siljan                   | Telemark        |
| 11  | 3813          | Bamble        | 1 de enero de 2020 | 0814 Bamble                   | Telemark        |
| 12  | 3814          | Kragerø       | 1 de enero de 2020 | 0815 Kragerø                  | Telemark        |
| 13  | 3815          | Drangedal     | 1 de enero de 2020 | 0817 Drangedal                | Telemark        |
| 14  | 3816          | Nome          | 1 de enero de 2020 | 0819 Nome                     | Telemark        |
| 15  | 3817          | Midt-Telemark | 1 de enero de 2020 | 0821 Bø 0822 Sauherad         | Telemark        |
| 16  | 3818          | Tinn          | 1 de enero de 2020 | 0826 Tinn                     | Telemark        |
| 17  | 3819          | Hjartdal      | 1 de enero de 2020 | 0827 Hjartdal                 | Telemark        |
| 18  | 3820          | Seljord       | 1 de enero de 2020 | 0828 Seljord                  | Telemark        |
| 19  | 3821          | Kviteseid     | 1 de enero de 2020 | 0829 Kviteseid                | Telemark        |
| 20  | 3822          | Nissedal      | 1 de enero de 2020 | 0830 Nissedal                 | Telemark        |
| 21  | 3823          | Fyresdal      | 1 de enero de 2020 | 0831 Fyresdal                 | Telemark        |
| 22  | 3824          | Tokke         | 1 de enero de 2020 | 0833 Tokke                    | Telemark        |
| 23  | 3825          | Vinje         | 1 de enero de 2020 | 0834 Vinje                    | Telemark        |

## Áreas urbanas
Las áreas urbanas más grandes de Vestfold og Telemark, ordenadas por población (municipios entre paréntesis), eran las siguientes:
- Porsgrunn / Skien - 92 753 ( Bamble, Porsgrunn, Skien ) Esto también incluye las ciudades de Brevik, Langesund, Porsgrunn, Skien y Stathelle.
- Tønsberg - 56 293 (Færder, Tønsberg)
- Sandefjord - 43 595 (Sandefjord)
- Larvik - 24208 (Larvik)
- Horten - 20 371 (Horten)
- Notodden - 9077 (Notodden)
- Holmestrand - 7 262 (Holmestrand)
- Stavern - 5628 (Larvik)
- Kragerø - 5445 (Kragerø)
- Vear - 3642 (Sandefjord, Tønsberg)
- Stokke - 3631 (Sandefjord)
- Bø - 3285 (Midt-Telemark)
- Rjukan - 3 247 (Tinn)
- Åsgårdstrand - 3091 (Horten, Tønsberg)
- Tjøme - 2945 (Færder)
- Selvik - 2685 (Sande)
- Sem - 2481 (Sandefjord, Tønsberg)
- Revetal / Bergsåsen - 2 403 (Tønsberg)
- Ulefoss - 2275 (Nombre)
- Sande - 2254 (Sande)
- Andebu - 2207 (Sandefjord)
- Melsomvik - 2113 (Sandefjord)
- Gullhaug - 2038 (Holmestrand)

Brevik, Holmestrand, Horten, Kragerø, Langesund, Larvik, Notodden, Porsgrunn, Rjukan, Sandefjord, Skien, Stathelle, Stavern, Tønsberg y Åsgårdstrand tienen el estatus de ciudad.